# Julia Ormond
Julia Karin Ormond (ur. 4 stycznia 1965 w Epsom) – brytyjska aktorka filmowa i telewizyjna.
Zasiadała w jury konkursu głównego na 54. MFF w Cannes (2001).

## Filmografia

### Filmy
- 1989: Capital City jako Alison
- 1991: Młodość Katarzyny jako Katarzyna
- 1992: Stalin jako Nadieżda Alliłujewa
- 1993: Dzieciątko z Mâcon jako córka
- 1994: Nostradamus jako Marie
- 1994: Zniewoleni jako Rachel Clifford
- 1994: Wichry namiętności (Legends of the Fall[1]) jako Susannah
- 1995: Sabrina[1] jako Sabrina Fairchild
- 1995: Rycerz króla Artura jako Ginewra
- 1997: Biały labirynt jako Smilla Jaspersen
- 1998: Cyrulik syberyjski jako Jane
- 1999: Folwark zwierzęcy jako Jessie (głos)
- 2000: Mistrz przekrętu jako Caitlin Carlson
- 2001: Wojna Variana jako Miriam Davenport
- 2003: Ruch oporu jako Claire
- 2004: Niezłomne jako Inez Millholland
- 2006: Inland Empire jako Doris Side
- 2007: Wiem, kto mnie zabił jako Susan Fleming
- 2008: Che. Rewolucja jako Lisa Howard
- 2008: Ciekawy przypadek Benjamina Buttona (The Curious Case of Benjamin Button[1]) jako Caroline
- 2009: Niesłusznie skazany jako Janet Gregory
- 2010: Temple Grandin[1] jako Eustacia
- 2011: Albatros jako Joa
- 2011: Mój tydzień z Marilyn jako Vivien Leigh
- 2011: Muzyka jest wieczna jako Dianne Daley
- 2011: The Green jako Karen
- 2012: Chained jako Sarah Fittler
- 2013: Grupa Wschód jako Paige Williams
- 2017: Prawdziwe wspomnienia jako Carolyn Dunn
- 2016: Ekspedientki jako Magda
- 2020: Reunion jako Ivy
- 2020: Son of the South jako Virginia Durr

### Seriale
- 1989: Traffik jako Caroline Lithgow
- 1990: Ruth Rendell Mysteries jako Nora Fanshawe
- 2005: Beach Girls jako Stevie Moore
- 2008-2009: CSI: Kryminalne zagadki Nowego Jorku jako Gillian Whitford
- 2010: Siostra Jackie jako Sarah Khouri
- 2011: Prawo i porządek: Zbrodniczy zamiar jako Paula Gyson
- 2012-2015: Mad Men[1] jako Marie Calvet
- 2013-2014: Czarownice z East Endu jako Joanna Beauchamp
- 2016-2017: Korporacje przyszłości jako Elizabeth Krauss
- 2019: Gra pozorów jako Julia Day
- 2020-2021: The Walking Dead: Nowy świat (The Walking Dead: World Beyond[1]) jako Elizabeth Kublek

## Nagrody
- Nagroda Emmy Najlepsza aktorka drugoplanowa w miniserialu lub filmie telewizyjnym: 2010 Temple Grandin[1]